# Business Process Model and Notation

Példa üzleti folyamatmodellre és jelölésre egy normál folyamatú folyamathoz.

Az üzleti folyamatmodell és jelölés (Business Process Model and Notation) egy grafikus ábrázolás az üzleti folyamatok üzleti folyamatmodellben történő meghatározásához.
Az eredetileg a Business Process Management Initiative (BPMI) által kifejlesztett BPMN-t a két szervezet 2005-ös egyesülése óta az Object Management Group (OMG) tart karban. A BPMN 2.0-s verzióját 2011 januárjában adták ki,  ekkor a név Business Process Model and Notation névre módosult, hogy tükrözze a végrehajtási szemantika bevezetését, amelyet a meglévő jelölési és diagramozási elemek mellett vezettek be. Bár ez egy OMG-specifikáció, a BPMN ISO 19510 szabványként is ratifikált. A legújabb verzió a BPMN 2.0.2, 2014 januárjában jelent meg. 

## Áttekintés
Az üzleti folyamatmodell és jelölés (BPMN) az üzleti folyamatok modellezésének szabványa, amely grafikus jelölést biztosít az üzleti folyamatok üzleti folyamatdiagramban (Business Process Diagram) [1] történő meghatározásához,  az Unified Modeling Language tevékenységdiagramjaihoz nagyon hasonló folyamatábra technikán alapul. (Unified Modeling Language).  A BPMN célja, hogy támogassa az üzleti folyamatok menedzselését mind a műszaki, mind az üzleti felhasználók számára egy olyan jelöléssel, amely az üzleti felhasználók számára intuitív, ugyanakkor képes megjeleníteni a komplex folyamatszemantikát. A BPMN specifikáció leképezést biztosít a jelölés grafikája és a végrehajtási nyelvek mögöttes konstrukciói között, különösen a Business Process Execution Language (BPEL) között. 
A BPMN-t úgy alakították ki, hogy szabványos jelölést biztosítson, amelyet minden üzleti érdekelt fél könnyen érthet, beleértve az üzleti elemzőket, műszaki fejlesztőket sőt, az üzleti vezetőket is. A BPMN ezért felhasználható a projekt valamennyi érdekeltjének általánosan kívánatos céljának támogatására, amely egy közös nyelvet alkalmaz a folyamatok leírására, és segít elkerülni az üzleti folyamatok tervezése és megvalósítása között felmerülő kommunikációs hézagokat.
A BPMN egyike a modellezési eszközök és folyamatok által használt számos üzleti folyamatmodellező nyelvi szabványnak. Míg a nyelvek jelenlegi változatossága megfelelhet a különböző modellezési környezeteknek, vannak, akik egyetlen, átfogó szabvány kidolgozását vagy megjelenését szorgalmazzák, ötvözve a különböző létező nyelvek erősségeit. Feltételezhető, hogy ez idővel elősegítheti az alapvető üzleti folyamat-koncepciók (pl. nyilvános és magánfolyamatok, koreográfiák) és a fejlett folyamatkoncepciók (pl. kivételkezelés, tranzakció-kompenzáció) egységesítését.
Két új, a BPMN-hez hasonló megközelítést alkalmazó szabványt fejlesztettek ki, ezek az esetkezelési modellezéssel ( Case Management Model and Notation ) és a döntési modellel, a ( Döntésmodell és Jelölés ) foglalkoznak.

## Témák

### Hatály
A Business Process Model and Notation csak az üzleti folyamatokra alkalmazható modellezési koncepciókat támasztja alá. A szervezetek által nem folyamatcélú modellezés egyéb típusai nem tartoznak a BPMN hatókörébe. Példák a BPMN-ből kizárt modellezésre:
- Szervezeti struktúrák
- Funkcionális meghibásodások
- Adatmodellek [6]

Ezen túlmenően, bár a Business Process Model and Notation az adatok (üzenetek) áramlását és az adatműtermékek tevékenységekhez való társítását mutatja, nem adatfolyamdiagram .

### Elemek
A Business Process Model and Notation modelleket egyszerű diagramok fejezik ki, amelyek korlátozott számú grafikus elemből épülnek fel. Mind az üzleti felhasználók, mind a fejlesztők számára leegyszerűsítik az üzleti tevékenységek folyamatának és folyamatának megértését. A BPMN négy alapvető elemkategóriája a következő:
Flow objektumok
Rendezvények, tevékenységek, átjárók
Tárgyak összekapcsolása
Sorozatfolyam, üzenetfolyam, asszociáció
Úszósávok
Medence, sáv
Műtárgyak
Adatobjektum, csoport, annotáció

Ez a négy kategória egyszerű üzleti folyamat diagramok (Business Process Diagrams) létrehozását teszi lehetővé. A BPD-k új típusú áramlási objektumok vagy műtermékek létrehozását is lehetővé teszik, hogy a diagram érthetőbb legyen.

Esemény
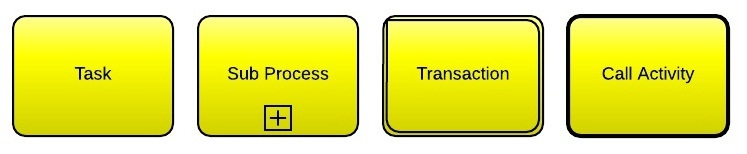
Tevékenység
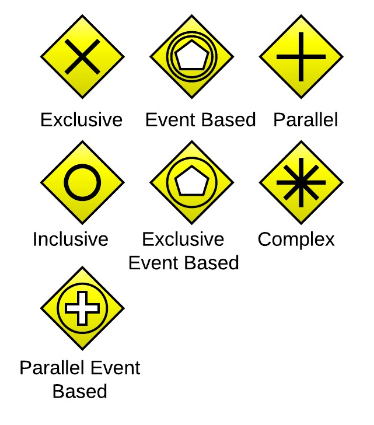
Átjáró
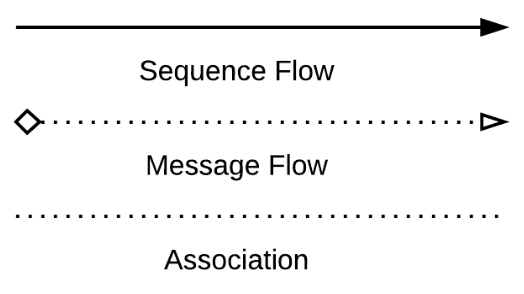
Kapcsolatok

A folyamatobjektumok a fő leíró elemek a Business Process Model and Notation-en belül, és három alapvető elemből állnak: eseményekből, tevékenységekből és átjárókból.
Esemény
Az eseményt egy kör jelképezi, és valami megtörtént eseményt jelöl (összehasonlítva egy tevékenységgel, amely valami megtörtént ). A körön belüli ikonok jelzik az esemény típusát (pl. egy üzenetet jelképező boríték, vagy az időt jelző óra). Az események elkapásnak (például ha egy bejövő üzenet elkapása elindít egy folyamatot) vagy dobásnak (például befejezési üzenet eldobása a folyamat végén) is besorolhatók.
Esemény indítása
folyamatindítóként működik; egyetlen keskeny keret jelzi, és csak a Catch lehet, így nyitott (körvonal) ikonnal látható.
Köztes esemény
Valami olyasmit képvisel, ami a kezdő és a végesemény között történik; kettős keret jelzi, és dobhat vagy elkaphat (szilárd vagy nyitott ikonok használatával). Például egy feladat olyan eseményhez áramolhat, amely üzenetet küld egy másik készletbe, ahol egy következő esemény vár a válasz elkapására, mielőtt folytatná.
Esemény vége
Egy folyamat eredményét reprezentálja; egyetlen vastag vagy félkövér szegéllyel van jelölve, és csak Dobni lehet, ezért egy szilárd ikonnal látható.
Tevékenység
Egy tevékenységet lekerekített sarkú téglalap ábrázol, és leírja, hogy milyen munkát kell elvégezni. A tevékenység egy általános kifejezés a vállalat által végzett munkára. Lehet atomi vagy vegyület.
Feladat
A feladat egyetlen munkaegységet jelent, amely nem bontható vagy nem bontható le az üzleti folyamat részletesebb szintjére. Ezt atomi tevékenységnek nevezik. A feladat a folyamatábrán ábrázolt legalacsonyabb szintű tevékenység. Egy feladatsor magas szintű eljárást jelenthet.
Alfolyamat
Az üzleti folyamatok további részleteinek elrejtésére vagy felfedésére szolgál. Összecsukva egy részfolyamatot pluszjel jelzi a téglalap alsó sorában; kibontáskor a lekerekített téglalap kinyílik, és megjeleníti az összes folyamatobjektumot, az összekötő objektumokat és a műtermékeket. Egy részfolyamatot összetett tevékenységnek nevezünk.
Saját önálló kezdési és befejezési eseményei vannak; a szülőfolyamatból származó szekvenciafolyamok nem léphetik át a határt.
Tranzakció
A részfolyamat olyan formája, amelyben az összes foglalt tevékenységet egy egészként kell kezelni; azaz mindegyiket teljesíteni kell egy cél eléréséhez, és ha valamelyik nem sikerül, akkor mindegyiket kompenzálni kell (vissza kell vonni). A tranzakciók megkülönböztethetők a kiterjesztett részfolyamatoktól azáltal, hogy kettős szegéllyel veszik körül őket.
Hívásaktivitás
A folyamat azon pontja, ahol egy globális folyamatot vagy egy globális feladatot újra felhasználnak. A hívási tevékenységet a tevékenységi terület körül vastagított keret különbözteti meg a többi tevékenységtípustól.
Átjáró
Egy átjárót rombusz alakú ábrázol, és meghatározza az utak elágazását és összevonását, a kifejezett feltételektől függően.
Kizárólagos
Alternatív folyamok létrehozására szolgál egy folyamatban. Mivel az utak közül csak az egyik járható, ezt kizárólagosnak nevezzük.
Esemény alapú
A folyamat útját meghatározó feltétel egy kiértékelt eseményen alapul.
Párhuzamos
Párhuzamos utak létrehozására szolgál, feltételek kiértékelése nélkül.
Beleértve
Alternatív folyamok létrehozására szolgál, ahol az összes útvonal kiértékelésre kerül.
Exkluzív esemény alapú
Egy esemény kiértékelése folyamatban van annak meghatározására, hogy az egymást kölcsönösen kizáró utak közül melyiket választják.
Összetett
Komplex szinkronizálási viselkedés modellezésére szolgál.
Párhuzamos esemény alapú
Egy esemény alapján két párhuzamos folyamat indul el, de az esemény értékelése nem történik meg.
Kapcsolatok
A folyamatobjektumok a Kapcsolatok objektum segítségével kapcsolódnak egymáshoz, amelyek három típusból állnak: sorozatok, üzenetek és asszociációk.
Sequence Flow
A szekvenciafolyamot folytonos vonal és nyílhegy ábrázolja, és megmutatja, hogy a tevékenységek milyen sorrendben történnek. A sorozatfolyamat elején szimbólum is lehet, egy kis gyémánt egy tevékenységből származó feltételes folyamat közül egyet jelöl, míg az átlós perjel egy döntésből vagy tevékenységből származó alapértelmezett folyamot jelöli feltételes folyamatokkal.
Üzenetfolyam
Az üzenetfolyamot szaggatott vonal, az elején nyitott kör és a végén nyitott nyílhegy ábrázolja. Megmondja, hogy milyen üzenetek áramlanak át a szervezeti határokon (azaz a készletek között). Az üzenetfolyam soha nem használható tevékenységek vagy események összekapcsolására ugyanazon a készleten belül.
Egyesület
Az egyesületeket szaggatott vonal jelzi. Egy műtermék vagy szöveg folyamatobjektumhoz való társítására szolgál, és egy nyitott nyílhegy segítségével jelezhet bizonyos irányt (az artefaktum felé az eredmény megjelenítéséhez, a műterméktől a bemenet képviseléséhez, és mindkettő jelzi, hogy elolvasta és frissítette). Nem használunk irányt, ha a műterméket vagy a szöveget sorozathoz vagy üzenetfolyamhoz társítják (mivel ez az áramlás már mutatja az irányt).

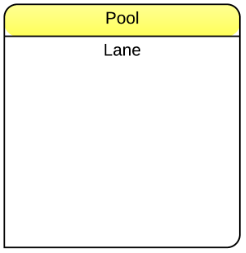
Úszósávok
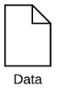
Adatobjektumok
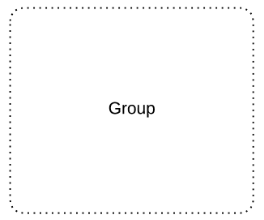
Csoportok
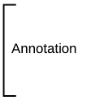
Annotáció

Az úszósávok a tevékenységek szervezésének és kategorizálásának vizuális mechanizmusa, amely keresztfunkcionális folyamatábrán alapul, és a Business Process Model and Notation-ben két típusból áll:
Medence
Egy folyamat főbb résztvevőit képviseli, jellemzően elválasztva a különböző szervezeteket. Egy medence egy vagy több sávot tartalmaz (mint egy igazi úszómedence). A medence lehet nyitott (azaz belső részleteket mutat), ha egy vagy több sávot mutató nagy téglalapként ábrázolják, vagy összeomlott (vagyis elrejti a belső részleteket), ha üres téglalapként ábrázolják, amely a medence szélességében vagy magasságában húzódik.
Sáv
A medencén belüli tevékenységek funkció vagy szerep szerinti szervezésére és kategorizálására használják, és a medence szélességét vagy magasságát feszítő téglalapként ábrázolják. Egy sáv tartalmazza az áramlási objektumokat, az összekötő objektumokat és a műtermékeket.
A műtermékek lehetővé teszik a fejlesztők számára, hogy további információkat vigyenek be a modellbe vagy diagramba. Ezen módon a modell vagy diagram olvashatóbbá válik. Három előre meghatározott műtárgy létezik, és ezek a következők:
- Adatobjektumok: Az adatobjektumok megmutatják az olvasónak, hogy egy tevékenység során mely adatokra van szükség vagy elő kell állítani.
- Csoport: Egy csoportot lekerekített sarkú téglalap és szaggatott vonalak ábrázolnak. A csoport különböző tevékenységek csoportosítására szolgál, de nem befolyásolja a diagramban látható folyamatot.
- Annotáció: A jegyzet arra szolgál, hogy a modell/diagram olvasója számára érthető benyomást keltsen.

### Példák üzleti folyamat diagramokra

Nagyobb felbontásért kattints a képre
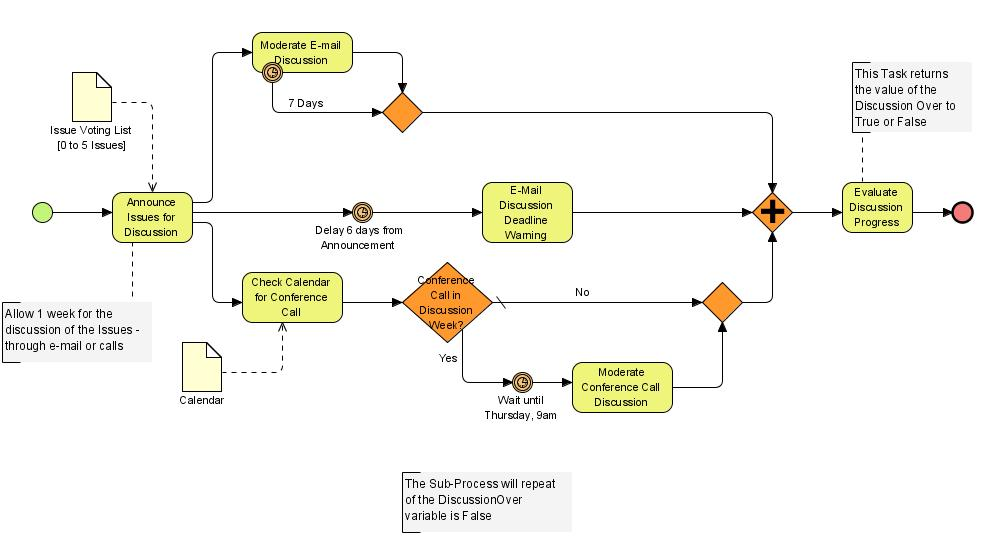
Vitaciklus
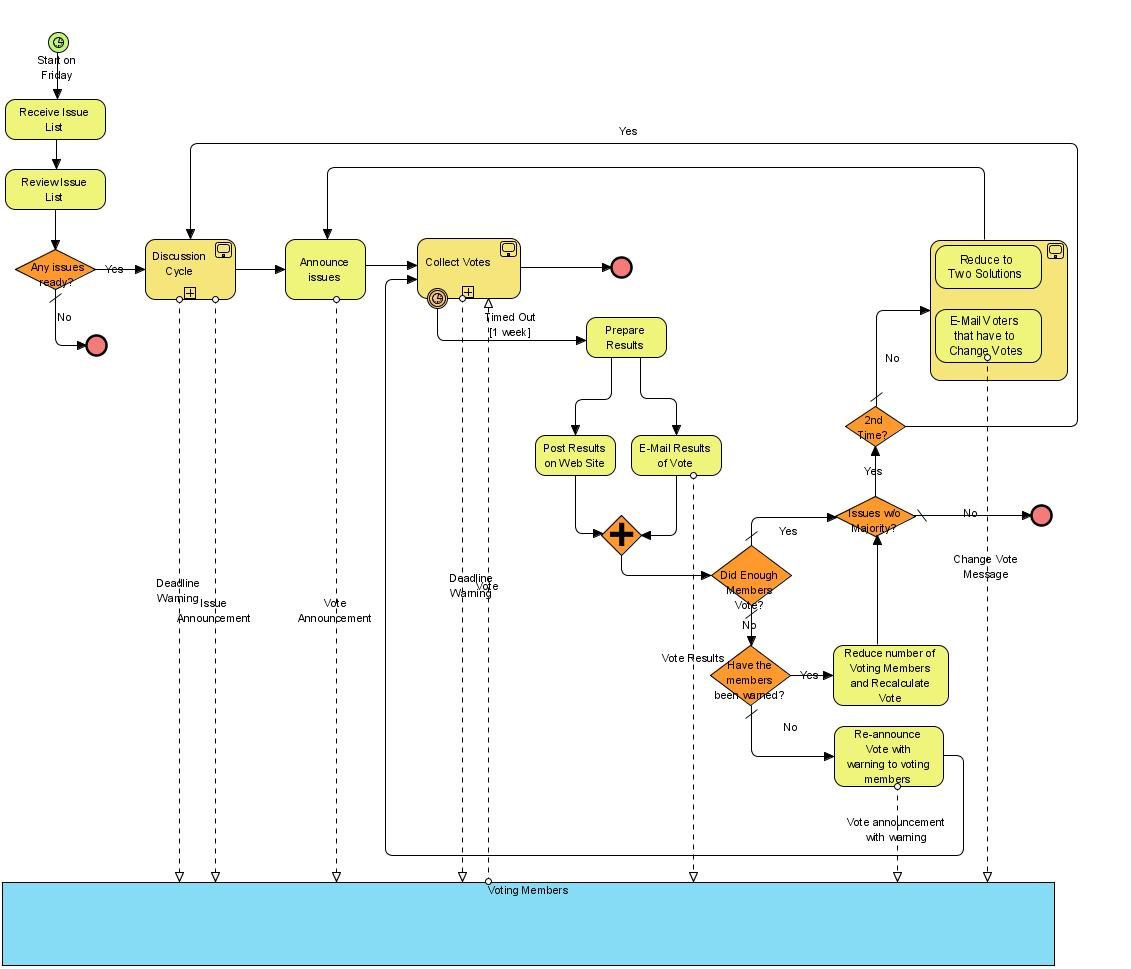
E-mailes szavazás folyamata
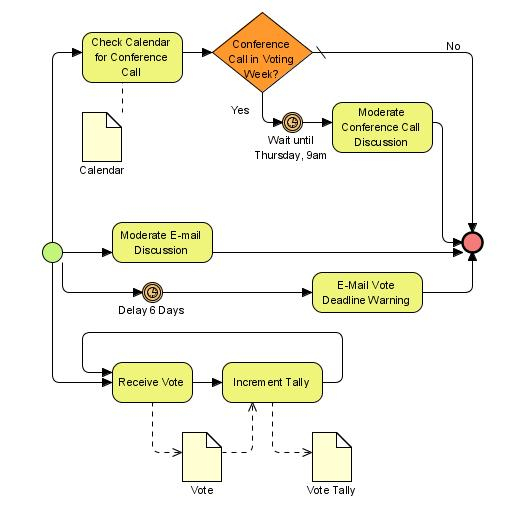
Szavazatok gyűjtése

### BPMN 2.0.2
A Business Process Model and Notation 2.0.2 elképzelése az, hogy egyetlen specifikációval rendelkezzen egy új üzleti folyamatmodellhez és jelöléshez, amely meghatározza a jelölést, a metamodellt és a csereformátumot, de módosított névvel, amely továbbra is megőrzi a "BPMN" márkát. A jellemzők a következők:
- Formalizálja az összes BPMN elem végrehajtási szemantikáját.
- Bővíthetőségi mechanizmust határoz meg a folyamatmodell-bővítményekhez és a grafikus bővítményekhez egyaránt.
- Finomítja az események összetételét és összefüggéseit.
- Kibővíti az emberi interakciók meghatározását.
- Koreográfiai modellt határoz meg.

A specifikáció jelenlegi verziója 2014 januárjában jelent meg. 

## A BPMN almodell típusai
Az üzleti folyamatok modellezését arra használják, hogy sokféle információt közöljenek a legkülönbözőbb közönségekkel. A Business Process Model and Notation-t úgy tervezték, hogy lefedje ezt a széles körű felhasználást, és lehetővé teszi a végpontok közötti üzleti folyamatok modellezését, hogy a diagram nézője könnyen meg tudja különböztetni a Business Process Model and Notation diagram szakaszait. A végpontok közötti Business Process Model and Notation-modellben három alapvető almodell létezik: privát (belső) üzleti folyamatok, absztrakt (nyilvános) folyamatok és együttműködési (globális) folyamatok:
Magán (belső) üzleti folyamatok
A privát üzleti folyamatok egy adott szervezeten belüli folyamatok, és olyan típusú folyamatok, amelyeket általában munkafolyamat- vagy BPM-folyamatoknak neveznek. Ha úszósávokat használnak, akkor egy privát üzleti folyamat egyetlen medencében fog szerepelni. A folyamat szekvenciafolyama ezért a készleten belül van, és nem lépheti át a készlet határait. Az üzenetfolyam átlépheti a készlet határát, hogy megmutassa a különálló privát üzleti folyamatok közötti interakciókat .
Absztrakt (nyilvános) folyamatok
Ez egy privát üzleti folyamat és egy másik folyamat vagy résztvevő közötti interakciókat képviseli. Csak azok a tevékenységek tartoznak bele az absztrakt folyamatba, amelyek a privát üzleti folyamaton kívül kommunikálnak. A privát üzleti folyamat összes többi „belső” tevékenysége nem jelenik meg az absztrakt folyamatban. Így az absztrakt folyamat megmutatja a külvilágnak azokat az üzeneteket, amelyek szükségesek az adott üzleti folyamattal való interakcióhoz. Az absztrakt folyamatok egy készletben találhatók, és külön-külön vagy egy nagyobb BPMN-diagramon belül modellezhetők az absztrakt folyamattevékenységek és más entitások közötti üzenetfolyam megjelenítéséhez. Ha az absztrakt folyamat ugyanazon a diagramon szerepel, mint a hozzá tartozó privát üzleti folyamat, akkor a mindkét folyamathoz közös tevékenységek társíthatók.
Együttműködési (globális) folyamatok
Az együttműködési folyamat két vagy több üzleti entitás közötti interakciókat ábrázolja. Ezeket az interakciókat tevékenységek sorozataként határozzák meg, amelyek az érintett entitások közötti üzenetcsere-mintákat képviselik. Az együttműködési folyamatok egy készleten belül lehetnek, és a különböző résztvevő üzleti interakciók a készleten belüli sávokként jelennek meg. Ebben a helyzetben minden sáv két résztvevőt és egy haladási irányt jelentene közöttük. Megjeleníthetők két vagy több absztrakt folyamatként is, amelyek az üzenetfolyamon keresztül hatnak egymásra (az előző részben leírtak szerint). Ezek a folyamatok külön-külön vagy egy nagyobb BPMN diagramon belül modellezhetők, hogy megmutassák az együttműködési folyamat tevékenységei és más entitások közötti asszociációkat. Ha az együttműködési folyamat ugyanabban a diagramban szerepel, mint az egyik megfelelő privát üzleti folyamat, akkor a mindkét folyamathoz közös tevékenységek társíthatók.
E három Business Process Model and Notation-almodellen belül és között sokféle diagram hozható létre. A következő típusú üzleti folyamatok modellezhetők BPMN-nel (a csillaggal rendelkezők nem feltétlenül futtatható nyelvre vannak leképezve):
- Magas szintű privát folyamattevékenységek (nem funkcionális lebontás)*
- Részletes magánvállalkozási folyamat
- A jelenlegi vagy régi üzleti folyamat*
- Leendő vagy új üzleti folyamat
- Részletes privát üzleti folyamat egy vagy több külső entitás interakciójával (vagy „fekete doboz” folyamatokkal)
- Két vagy több részletes privát üzleti folyamat kölcsönhatásban van
- Részletes privát üzleti folyamat kapcsolat az absztrakt folyamattal
- Részletes privát üzleti folyamat kapcsolat az együttműködési folyamattal
- Két vagy több absztrakt folyamat*
- Az absztrakt folyamat kapcsolata az együttműködési folyamattal*
- Csak együttműködési folyamat (pl. ebXML BPSS vagy RosettaNet)*
- Két vagy több részletes privát üzleti folyamat, amelyek az absztrakt folyamataikon és/vagy egy együttműködési folyamatukon keresztül kölcsönhatásba lépnek

A Business Process Model and Notation-t úgy tervezték, hogy lehetővé tegye az összes fenti diagramtípust. Mindazonáltal figyelmeztetni kell arra, hogy ha túl sok almodellt kombinálunk, például három vagy több privát folyamatot, amelyek között üzenetáramlás történik, akkor a diagram nehezen érthetővé válhat. Ezért az OMG azt ajánlja, hogy a modellező válasszon egy fókuszált célt a Business Process Diagram számára, például egy privát vagy együttműködési folyamatot.

## Összehasonlítás más folyamatmodellezési jelölésekkel
Az eseményvezérelt folyamatláncok (EPC) és a BPMN két hasonló kifejezőképességű jelölés a folyamatmodellezés során .  A BPMN-modell EPC-modellvé alakítható. Ezzel szemben egy EPC-modellt csak csekély információvesztéssel lehet BPMN-modellvé alakítani.  Egy tanulmány kimutatta, hogy ugyanahhoz a folyamathoz a BPMN-modell körülbelül 40%-kal kevesebb elemet igényelhet, mint a megfelelő EPC-modell, de valamivel nagyobb szimbólumkészlettel. A BPMN modell tehát könnyebben olvasható lenne. A két jelölés közötti átalakítás automatizálható. 
Az UML tevékenységdiagramok és a BPMN két jelölés, amelyekkel ugyanazok a folyamatok modellezhetők: az aktivitásdiagram-elemek egy részhalmaza hasonló szemantikával rendelkezik, mint a BPMN-elemek, a kisebb és kevésbé kifejező szimbólumkészlet ellenére.  Egy tanulmány kimutatta, hogy mindkét típusú folyamatmodell azonos szintű olvashatósággal rendelkezik a tapasztalatlan felhasználók számára, annak ellenére, hogy a tevékenységdiagram magasabb formai korlátai közé tartozik.

## Gyengeségek
A BPMN gyengeségei a következőkre vonatkozhatnak:
- kétértelműség és zűrzavar a BPMN-modellek megosztásában
- a rutinmunka támogatásának hiánya
- a tudásmunka támogatásának hiánya
- BPMN modellek konvertálása végrehajtható környezetekké
- az üzleti szabályok és a döntéshozatal támogatásának hiánya
- a biztonság/szerepek támogatásának hiánya, például egy feladat jóváhagyása
- az erőforrás-korlátozások támogatásának hiánya, például több feladat, amelyek megosztott erőforrást, például munkaterületet igényelnek
- az időzített feladatok támogatásának hiánya
- a támogatás hiánya a sztochasztikus feladatokhoz, vagy olyan feladatokhoz, amelyeknél bizonytalan az idő vagy a szükséges erőforrások mennyisége

### BPEL és BPMN
A BPMN specifikáció informális és részleges leképezést tartalmaz a BPMN-ről a BPEL 1.1-re. A BPMN és a BPEL részletesebb leképezését számos eszközben megvalósították, beleértve a BPMN2BPEL néven ismert nyílt forráskódú eszközt is. Ezeknek az eszközöknek a fejlesztése azonban feltárta a BPMN és a BPEL közötti alapvető különbségeket, amelyek nagyon megnehezítik, sőt esetenként lehetetlenné teszik az ember által olvasható BPEL-kód előállítását BPMN-modellekből. Ennél is nehezebb a BPMN-BPEL körirányú tervezés problémája: BPMN-diagramokból BPEL-kódot állítunk elő, és az eredeti BPMN-modellt és a generált BPEL-kódot szinkronban tartjuk, abban az értelemben, hogy az egyik módosítása átkerül a másikra. 

### További irodalom
- Grosskopf, Decker and Weske.. The Process: Business Process Modeling using BPMN. Meghan Kiffer Press (2009. február 28.). ISBN 978-0-929652-26-9. Hozzáférés ideje: 2020. július 9.
- Ryan K. L. Ko, Stephen S. G. Lee, Eng Wah Lee (2009) Business Process Management (BPM) Standards: A Survey. In: Business Process Management Journal, Emerald Group Publishing Limited. Volume 15 Issue 5. ISSN 1463-7154. PDF
- Stephen A. White. BPMN 2.0 Handbook Second Edition: Methods, Concepts, Case Studies and Standards in Business Process Management Notation. Future Strategies Inc. (2011). ISBN 978-0-9849764-0-9

### Külső linkek
- OMG BPMN specifikáció Archiválva 2018. február 12-i dátummal a Wayback Machine-ben
- BPMN eszközmátrix
- BPMN információs kezdőlap A BPMN OMG információs oldala.